# Демченко Тетяна Василівна
Тетя́на Васи́лівна Де́мченко (нар. 21 грудня 1958, с. Куйбишевка Єланецького району Миколаївської області) — український політик, голова Миколаївської обласної ради з червня 2006 до листопада 2010 р.

## Біографія
Народилася 21 грудня 1958 в селі Куйбишевка Єланецького району Миколаївської області. Українка.
Закінчила Херсонський сільськогосподарський інститут, агрономічний факультет за спеціальністю «Агрономія» (1976—1981).
З 1981 до 1984 працювала агрономом в колгоспі «імені XXII з'їзду КПРС» (с. Куйбишевка), колгоспі «40 років Жовтня» (смт Єланець), колгоспі «Авангард» (с. Возсіятське Єланецького району).
З 1984 до 1988 — перший секретар Єланецького районного комітету ЛКСМУ.
З 1988 до 1989 — заступник голови КСП «Авангард» Єланецького району.
З березня 1999 до серпня 2003 — голова Єланецької районної держжавної адміністрації.
З 2003 до 2006 — директор ПСП "Агрофірма «Авангард» Єланецького району.
Депутат Миколаївської обласної ради четвертого скликання.
З червня 2006 до листопада 2010 — голова Миколаївської обласної ради п'ятого скликання.
З листопада 2010 — депутат Миколаївської обласної ради шостого скликання. Член постійної комісії з питань аграрної політики, земельних відносин, сільського будівництва та соціального розвитку села. Член фракції Партії Регіонів. У листопаді 2013 року винесла питання щодо звернення обласної ради до президента України і прем'єр-міністра з метою підтримати курс на зміцнення зв'язків з Росією та Митним союзом. У 2014 вийшла з Партії Регіонів та увійшла до Миколаївської обласної організації Партії розвитку України, створеної за сприяння Сергія Льовочкіна.
На виборах до Миколаївської обласної ради 2015 року пройшла першим номером від політичної партії «Нова держава», до якої увійшли колишні члени забороненої Комуністичної партії України. З грудня 2015 — депутат Миколаївської обласної ради сьомого скликання. Член постійної комісії з питань регіонального розвитку, планування, бюджету, фінансів та інвестицій.

## Політична кар'єра
- Член Партії Регіонів з 2005 до 2014 р.р.
- Член Партії розвитку України з 2014 до 2015 р.р.
- Член політичної партії «Нова держава» з 2015 р.

## Родина
Батько — Руденко Василь Іванович (1935) — пенсіонер; мати Тамара Іванівна (1939) — пенсіонерка; чоловік Демченко Григорій Петрович (1956) — голова правління ПСП "Агрофірма «Авангард»; син Андрій (1981) — директор ПСП "Агрофірма «Авангард»; дочка Любов (1989).

## Захоплення
Художня література, театр, живопис.